# Hällefors landskommun
Hällefors landskommun var en tidigare kommun i Örebro län.

## Administrativ historik
Kommunen inrättades i Hällefors socken i Grythytte och Hällefors bergslag i Västmanland när 1862 års kommunalförordningar trädde i kraft.
1950 ombildades kommunen till Hällefors köping som sedan 1971 ombildades  till Hällefors kommun.

## Kommunvapen
Blasonering:  I fält av silver ett blått, brinnande treberg med röd låga; berget belagt med en av vågskuror bildad stolpe av silver, är åtföljt på dexter sida av en uppgående måne och på sinister sida av ett järnmärke, allt blått.
Vapnet fastställdes av Kungl. Maj:t 1942 för landskommunen. Berget kommer från bergslagssigill och tecknen för silver och järn betecknar de metaller som hanterades i bygden.

## Politik

### Mandatfördelning i Hällefors landskommun 1938-1946
| 2 | 16 | 4 | 2 |  |

| 25 |

| 4 | 17 |  | 2 |  |

| 24 |

| 7 | 15 | 2 |  |

| 23 |